# Hannah McFadden
Hannah McFadden (Durrës, 23 de janeiro de 1996) é uma atleta paralímpica albanesa, naturalizada americana, especializada em provas de velocidade. Representou os Estados Unidos nos Jogos Paralímpicos de Verão de 2012 e nos Jogos Paralímpicos de Verão de 2016.
Nascida com um defeito ósseo congênito que levou à amputação de sua perna esquerda, Hannah foi adotada por Deborah McFadden e sua parceira Bridget O’Shaughnessey. Hannah seguiu os passos de sua irmã adotiva, a também atleta Tatyana McFadden.
Em Campeonatos Mundiais conquistou 4 medalhas de bronze entre 2015 e 2017, em provas de 100 e 200 metros rasos..